# 伊予灘
伊予灘（いよなだ）は、瀬戸内海西部の海域。愛媛県松山市、山口県の屋代島（周防大島）から大分県の国東半島に至る海面を指す。

## 地理

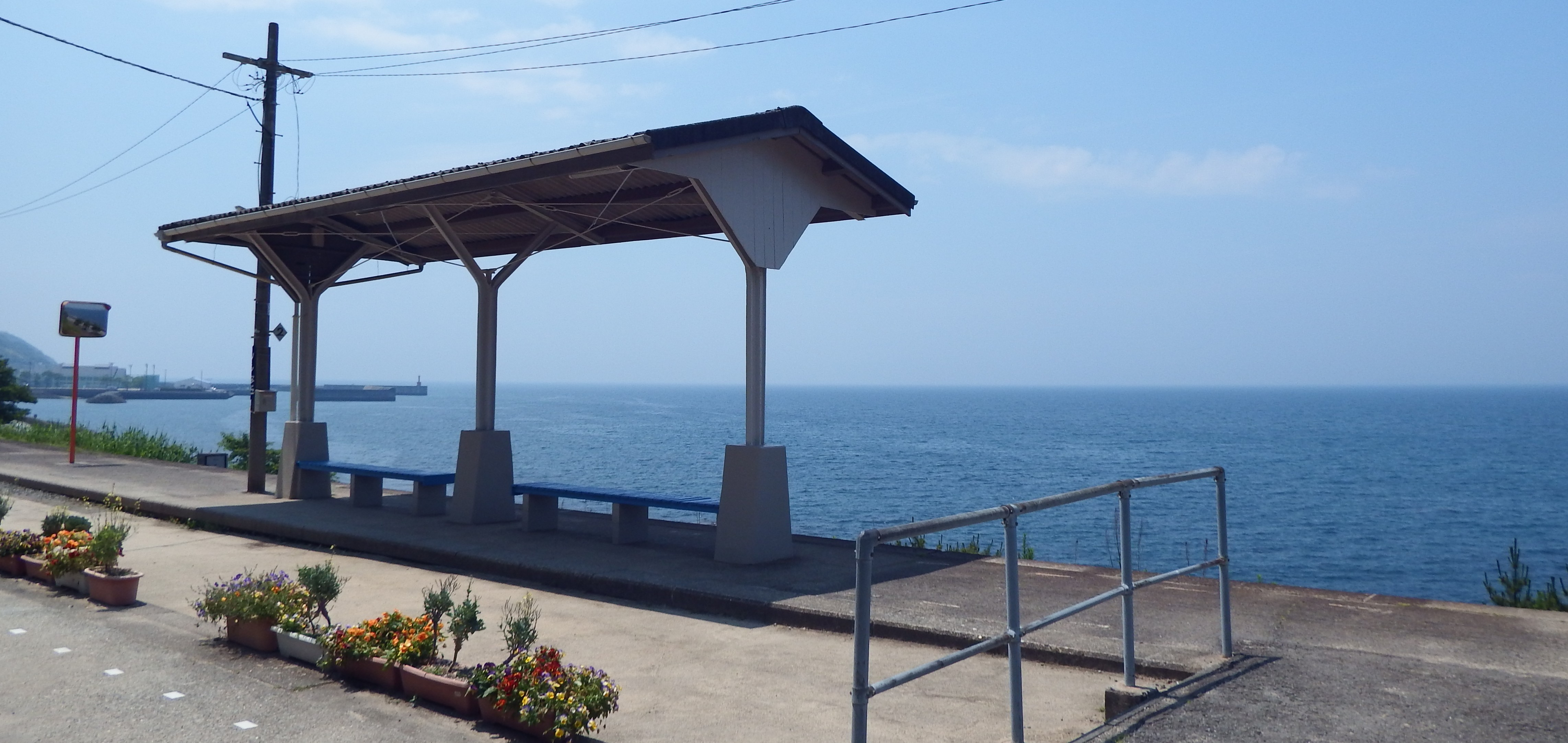
下灘駅より伊予灘を望む。

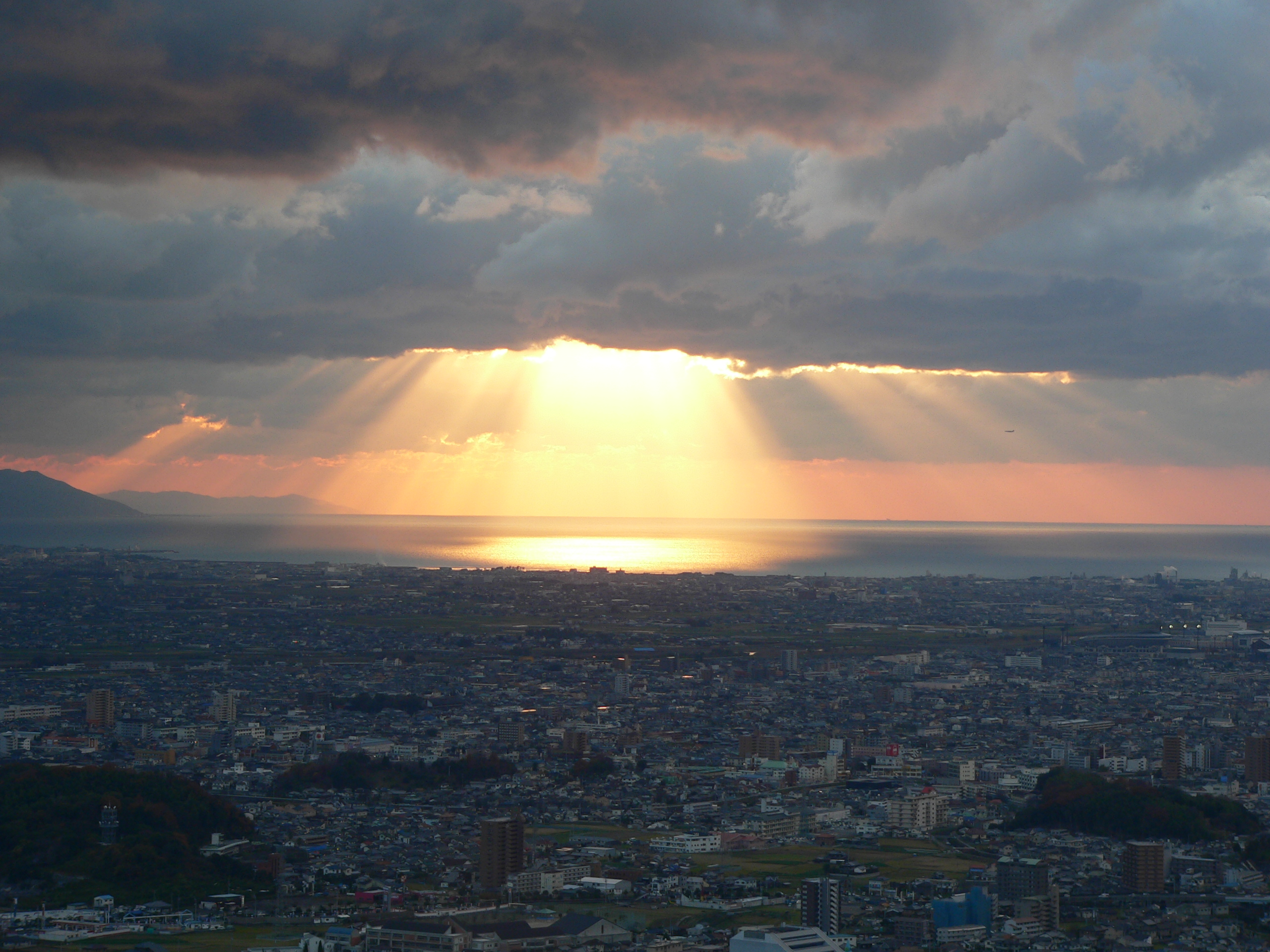
淡路ヶ峠から見た伊予灘。

「領海及び接続水域に関する法律」の区分では別府湾を含み、大分県の姫島と山口県の祝島を結ぶ線を境界として周防灘に、豊予海峡を境界として豊後水道に接する。北側に釣島海峡を隔てて斎灘（安芸灘）が位置する。
海域面積は4,009km2、平均水深は55.7m、容積は2,232億m3とされており、瀬戸内海でも比較的に水深が深い。
海域に流れ込む一級河川には、東部側から重信川と肱川、西部側から大分川と大野川があり、その流域面積は約460,000haとなる。
気候は瀬戸内海式気候に属しており晴天の日が多く、年間降水量も少ない。冬は関門海峡からの北西の季節風の影響を受けるため、雲が広がりやすい。
また、佐田岬と佐賀関半島を結ぶ線のやや北、海底に中央構造線が通っているため活断層が多く、地震が多数発生する地帯としても知られる。
なお、自然の景観や親水などを利用した観光資源は、瀬戸内海でも比較的に少ないとされている。

## 生物相
自然の海岸が比較的に多く残されており、海底部は至って平坦な地形が続き、北太平洋の外洋水が入り込みやすい。また、干潟は少ない一方で藻場は多く、イワシやサバ、アジ、クルマエビなどの好漁場となっており、速吸瀬戸など潮流が速い所で獲ることから、身が締まって味の良い魚介類が獲れる。また、スナメリやカブトガニをはじめとする貴重な生物の生息も確認されている。しかし、藻場の減少が顕著であり、海底の砂利の採取も多いなどの懸念要素もみられる。
重信川の河口部などには干潟が存在し、シギやチドリなどの生息地になっている。
安芸灘との境界に位置する防予諸島には世界最大級のニホンアワサンゴの群生地が存在しており、スナメリウォッチングやバードウォッチングなどのエコツーリズムの可能性が模索されている。
なお、近年は周防大島を中心にホシエイとナルトビエイが増加傾向にあるとされ、これまでは瀬戸内海への生息は限定的であったものの、おそらくは地球温暖化の影響で伊予灘と周防灘の周辺に分布を拡大した可能性がある。
周防灘や芸予諸島や別府湾等と同様に、過去にはクジラ（ヒゲクジラ類）が祝島の周辺を中心に回遊していた可能性が示唆されている。近年は、少数ではあるが毎年ザトウクジラが別府湾や豊後水道で確認されており、スナメリ以外のイルカ類が伊予灘の周辺で確認されることもある。
また、隣接する高島一帯の事例から、ニホンアシカも伊予灘に棲息していた可能性もある。

## その他
- 近年は「伊予灘ものがたり」という観光列車が人気を博しており、県外さらには海外からの観光客も来ている。
- 他の海域にも言えるが、伊予灘と周防灘は多数の船舶が行き来するため、不注意による原因もふくめて船舶同士の衝突を中心に海難事故の発生が目立つ[14]。